# Thorsø
Thorsø is een plaats in de Deense regio Midden-Jutland, gemeente Favrskov, en telt 1643 inwoners (2007).

## Station

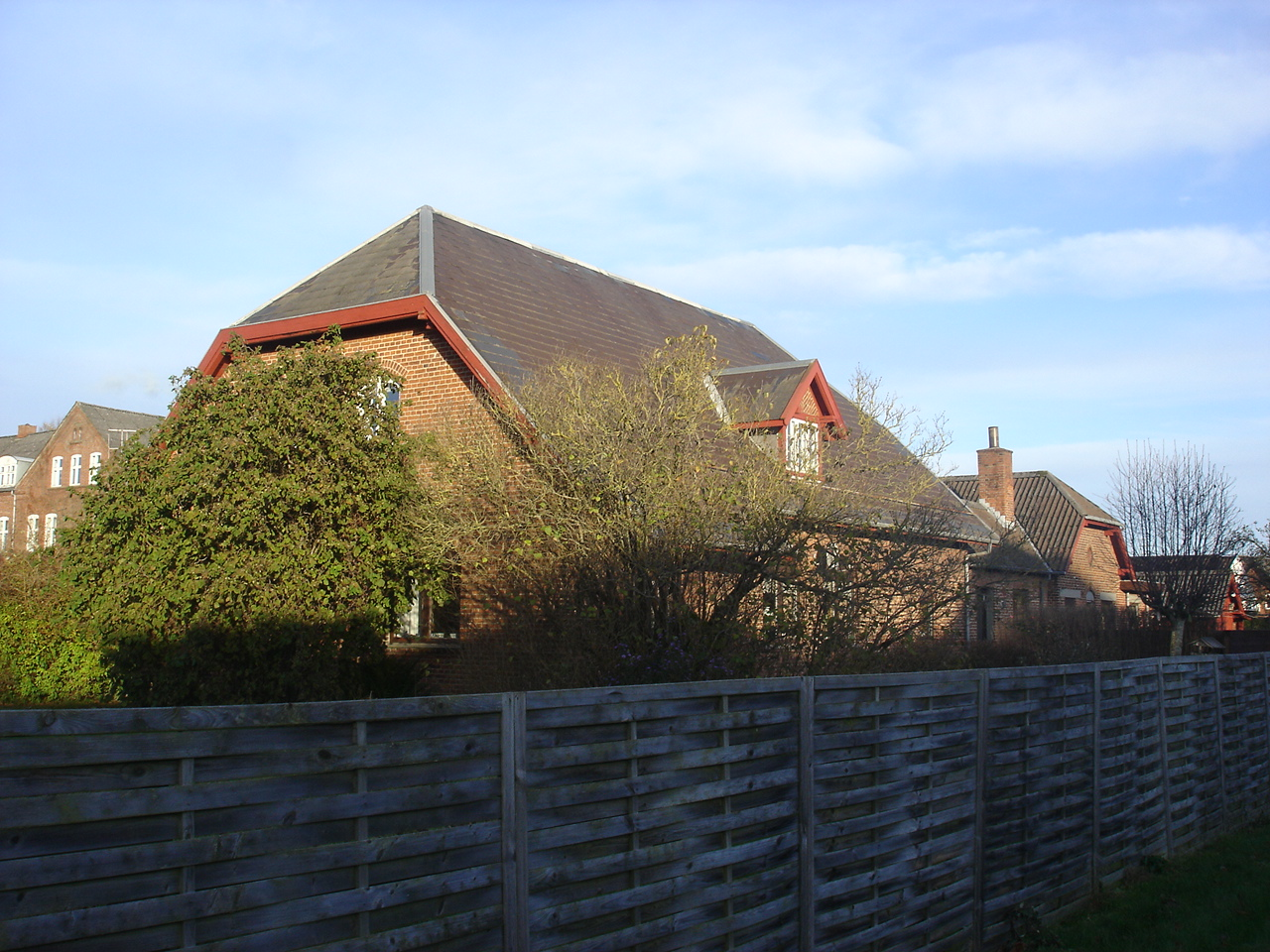
Voormalig station

Thorsø was tot 1956 het eindpunt van de spoorlijn Århus - Thorsø. Het station werd in 1908 ook aangedaan door de spoorlijn Langå - Bramming. De lijn naar Aarhus werd gesloten in 1956, de lijn tussen Bramming en Langå bleef open tot 1971. Het station is nog steeds aanwezig.